# Roepkiella chloratus
Roepkiella chloratus is een vlinder uit de familie van de Houtboorders (Cossidae). De wetenschappelijke naam van de soort is voor het eerst gepubliceerd in 1892 door Charles Swinhoe.

## Verspreiding
De soort komt voor in de Filipijnen, Thailand, Indonesië, Maleisië (Sarawak) en Brunei.

## Waardplanten
De rups leeft op: Intsia palembanica (Fabaceae), Parkia (Fabaceae), Lansium domesticum (Meliaceae), Phyllanthus officinalis (Euphorbiaceae).